# Путешественники
«Путеше́ственники» (англ. Travelers) — канадо-американский научно-фантастический телесериал, созданный Брэдом Райтом, с обладателем премии «Эмми» Эриком Маккормаком в главной роли. Телесериал является продуктом совместного производства Netflix и Showcase. В Канаде премьера телесериала состоялась 17 октября 2016 года на Showcase; на Netflix все серии были выложены 23 декабря 2016 года.
8 февраля 2017 года Netflix и Showcase продлили сериал на второй сезон, производство которого началось в марте, а премьера состоялась 16 октября 2017 года. 15 марта 2018 года сериал был продлён на третий сезон, который вышел эксклюзивно на Netflix 14 декабря 2018 года. 1 февраля 2019 года Эрик Маккормак сообщил в Twitter о закрытии шоу.

## Сюжет
В далеком будущем на Земле происходит серия катастроф, практически уничтожившая человечество. Последние выжившие люди изобретают технологию переноса сознания. Этот метод позволяет отправить сознание назад во времени, вселяясь в людей XXI века. Путешествие — это путь в один конец, поэтому для путешествий отбираются только добровольцы.
Сознание «путешественника» вселяется в  мозг «носителя» за несколько секунд до смерти последнего (этот момент известен людям из будущего из электронных архивов). Прибыв на место, путешественники объединяются в команды, чтобы выполнять миссии по спасению человечества от страшного будущего.
Руководит миссиями Директор. Директор — компьютерная программа, которая анализирует прошлое и вычисляет, что именно надо предпринять для устранения последствий для будущего.
Кроме того, в будущем существует некая Фракция (англ. Faction, в некоторых переводах — Группировка). Люди Фракции хотят переписать код Директора, чтобы получить преимущество. Фракция тоже засылает своих эмиссаров в прошлое.
Любой из путешественников владеет приемами рукопашного боя, стрельбы из всех видов оружия, навыками выживания.  Обычно каждая команда  включает пять человек. Это командир, историк, врач, инженер и тактик.
Путешественники руководствуются правилами (протоколами):
1. Миссия прежде всего.
2. Оставь будущее в прошлом.
3. Без приказа не отнимай жизнь, и не спасай.
4. Не размножаться.
5. Не общайтесь с другими путешественниками, за пределами вашей команды, без санкции Директора.

Кроме того, упоминаются чрезвычайные протоколы:
- Альфа — временно приостанавливает все другие протоколы, когда критическая миссия должна быть выполнена любой ценой.
- Эпсилон — может быть вызван, когда жизни путешественников находятся под угрозой.
- Омега — постоянно останавливает все другие протоколы, если Директор счел, что будущее либо было исправлено, либо исправление оказалось невозможным. При этом путешественники освобождаются от обязательств.

Тем не менее, по ходу сюжета путешественники нарушают все протоколы.

## В ролях

### Команда Макларена
- Эрик Маккормак — Грант Макларен, Командир (Путешественник 3468). Его носитель — женатый агент ФБР, который испытывает трудности в браке.[10]
- Маккензи Портер — Марси Вартон (Путешественник 3569), врач. Ее носитель — девушка с отставанием в развитии, едва умеющая читать.
- Неста Купер — Карли Шеннон (Путешественник 3465), тактик. Ее носитель — мать-одиночка с семимесячным ребенком.
- Джаред Абрахамсон — Тревор Холден (Путешественник 0115), инженер. Его носитель — молодой человек из спортивной школы.
- Рейли Долмэн — Филипп Пирсон (Путешественник 3326), историк и компьютерный хакер. Благодаря феноменальной памяти помнит точные даты всех катастроф и происшествий, а так же спортивных событий. Последнее позволяет ему легко раздобыть денег, благодаря ставкам у букмекеров. Его носитель — молодой наркоман с тяжелой героиновой зависимостью.

### Другие персонажи
- Патрик Гилмор — Дэвид Майлер. Социальный работник Марси.
- Дж. Алекс Бринсон — Джефф Конникер. Полицейский, отец ребенка Карли. Любитель выпить и подраться.
- Лия Кэрнс — Кэтрин "Кэт" Макларен, жена Гранта, дизайнер интерьеров.
- Энрико Колантони — Винсент Ингрэм, первый путешественник (001), носитель которого должен был умереть 11 сентября 2001 года.
- Чад Кроучук — Саймон, Путешественник 004, специалист, который создал систему связи путешественников в 21-м веке.
- Арнольд Пиннок — Уолт Форбс, партнер Гранта Макларена в ФБР. Позже его сознание было заменено членом Фракции, выдающим себя за Путешественника 4112. Впоследствии функционера заменило сознание Путешественника 4991.
- Дженнифер Спенс — Грейс Дэй, школьный консультант, психолог в школе Тревора. Позже Путешественник 0027, программист, участвовавший в создании Директора.